# Церковь Введения во храм Пресвятой Богородицы (Большое Воробьево)
Це́рковь Введе́ния во Храм Пресвято́й Богоро́дицы — православный храм в селе Большое Воробьево Кесовогорского района Тверской области. Относится к Бежецкой епархии Русской Православной церкви.

## История
Первое упоминание о деревянной церкви относится ко второй половине XVIII века.
Каменный одноглавый трёхпрестольный храм с ярусной колокольней (не сохранилась) был построен в селе Большое Воробьево в 1823 году. Правый и левый приделы были посвящены святителям Николаю Чудотворцу и Иоанну Милостивому соответственно.
В церкви во второй половине XIX века служил известный проповедник и просветитель Амвросий архиепископ Тверской и Кашинский.
Большевистская власть закрыла храм в 1928 году.
В советское время были сломаны надкупольная часть и колокольня, здание было частично перестроено и использовалось для хозяйственных нужд.
До обрушения кровли в 2013 году в здании располагались электромельница, зернохранилище.

## Описание
Тверской краевед Наталья Александровна Бородулина нашла опись храма, составленная в 1846 г. благочинным села Константиновского священником Петром Исполатовым:

Опись Введенской церкви и ея имущества в селе Воробьеве Кашинского уезда Тверской епархии, составленная по образцу от Епархиального Начальства предписанному и Святейшим Синодом утвержденному. 1846 г.
Церковь каменная, высота 10 сажен, длины 9 сажен и 1 ½ аршина, ширины 9 сажен и 1 ½ аршина. Стены в сей церкви как изнутри так и снаружи отштукатурены и выбелены.
В этой церкви 3 престола:
Главный — во имя Введения во храм Пресвятой Богородицы.
Придельный по правую сторону во имя Святителя и Чудотворца Николая Мирликийского.
Придельный по левую сторону во имя Святителя Иоанна Милостивого.
Внутри церкви 3 полуциркулярных простенка и 8 колонных столбов, из коих 4е в главном иконостасе и 4е поддерживают Свод над главным престолом. Пол церкви и алтаре выстлан белыми и синими кирпичами.
Во всей церкви вообще 21 окно, а именно: вверху 8, внизу 13.
Укреплены внизу железными решетками, а в верху проволочными. На церкви одна глава обитая аглицкой жестью, середина главы окрашена голубой краской, по которой набиты звезды из белой жести.
На главе крест деревянный 4х конечный, длиной в 2 ½ аршина, обит белой аглицкой жестью. Крыша из церкви железная на деревянных стропилах, окрашена зелёной краской. Входные двери в церковь с 3х сторон сосновые. Главная с западной стороны с нутряным замком. Паперть каменная с западной стороны, со стороны с южной и северной обиты тесом. Крыльцо с Южной стороны каменное, а с Северной стороны — деревянное.
Сия церковь с благословения Мефодия Преосвященного выстроена попечением и иждивением прихожанки Действительной Статкой Советницы Марии Ивановой Гревен, а украшаема была в разное время общим иждивением прихожан. Оная церковь освящена была также в разное время. За престолом алтаря церкви священнодействовал Амвросий — Архиепископ Тверской и Кашинский в 1830 году, мая 18 дня.
Колокольня. Колокольня каменная над папертию построена вместе с церковью иждивением прихожан и Действительной Статской Советницы Марии Ивановны Гревен об 3х ярусах, а в ней 4 полуциркулярных окошка заколочены деревянными щитами, которые окрашены дикой краской.
Дверь соснового дерева. Колокольня покрыта железом, окрашена зелёной краской. Крест деревянный, обитый Аглицкой жестью, четырёхконечный.
Вышина колокольни 10 ½ сажени. На ней висят 5 медных колоколов:
колокол — 31 пуд 25 фунтов лит 1791 г. марта 10
колокол — 15 пудов
колокол — 3 пуда
колокол 2 пуда
колокол — 1 пуд
Ограда. Обнесена земляным валом с двумя воротами с южной и западной стороны, которые окрашены дикой краской.
Часовня. Часовня деревянная ветхая покрыта тесом, длина 5 ½ аршина, шириной 5 аршин. В ней:
Икона Спасителя с … (нрзб.) живописного искусства, длины 1 аршин 2 вершка
Икона Божия Матери, длины 1 аршин 5 вершков, шириной 12 вершков
Икона Николая Чудотворца
Икона Мученика Христофора
Оная часовня от церкви в 2х верстах на большой дороге.
Благочинный Села Константиновского. Священник Петр Исполатов, 1846 генваря 30 дня
.
До Октябрьского переворота у храма был следующий адрес: Тверская губерния, Кашинский уезд, село Воробьево.

## Восстановление
- 4 декабря 2012 — около храма на месте разрушенного кладбища освящён памятный крест, отлужены первый молебен и лития.
- 2 августа 2013 — отслужен молебен у креста.
- 9 июля 2014 — отслужен молебен в расчищенном от мусора правом приделе.

Восстановление началось с того дня, когда жители поселения установили рядом с храмом Поклонный крест. Начиная с лета 2014 года добровольное объединение молодёжи при ПЦРДМ Данилова монастыря РеставросЪ помогает восстановить церковь. Руководитель отряда «Реставроса» Юрий Осипов, инженер-конструктор по профессии, пообщавшись с краеведом Натальей Бородулиной, составил реставрационный план, получил разрешение на реставрацию и благословение священников. Первоочередные задачи были определены, и в июне 2014 Юрий и его жена Светлана уже размещали в своём дачном доме бригаду добровольцев.
Благодаря их труду вскоре в окнах храма появились стеклопакеты, в местах обрушений были установлены поддержки из бруса, спилены и частично выкорчеваны деревья, началось устройство отмостки. Под углами здания были пустоты, в одном месте даже отсутствовал краеугольный камень. Как говорят местные жители, здесь не раз бывали любители сокровищ. Зная об обычае класть в храме под фундамент драгоценности, надеялись поживиться.
Чтобы было чем заделать брешь, одна дачница разобрала свою печь и привезла к месту стройки кирпичи, другой дачник смастерил из дерева красивые большие подсвечники, третий — дал тракторную телегу, четвёртый — доски. Были специалисты, которые помогали выполнять профессиональные работы.
9 июля 2014, на праздник Тихвинской иконы Пресвятой Богородицы, отец Иоанн из Никольского храма Кесовой Горы впервые с 1930 года здесь, в правом, Никольском, приделе, отслужил водосвятный молебен с акафистом. После молебна у Поклонного креста была отслужена заупокойная лития.

## Святыни
30 июня 2014 добровольцами Реставроса в начале расчистки левого придела святителя Иоанна Милостивого от щелухи и овса был найден крест — малая частичка былого убранства Введенского храма.

## Духовенство
Богослужения в храме совершает иерей Иоанн Алексеевич Цюркало, который является штатным священником Никольской церкви п. Кесова Гора. Настоятель Никольской церкви п. Кесова Гора — протоиерей Алексий Николаевич Цюркало[уточнить].

## Богослужения
В Введенском храме регулярных богослужений нет, священник несколько раз в год в правом Никольском приделе служит водосвятные молебны, после чего в этот же день у Памятного креста на месте кладбища служит заупокойную литию.
Регулярные богослужения совершаются в Никольском Храме в пгт Кесова Гора[уточнить].

## Фотографии

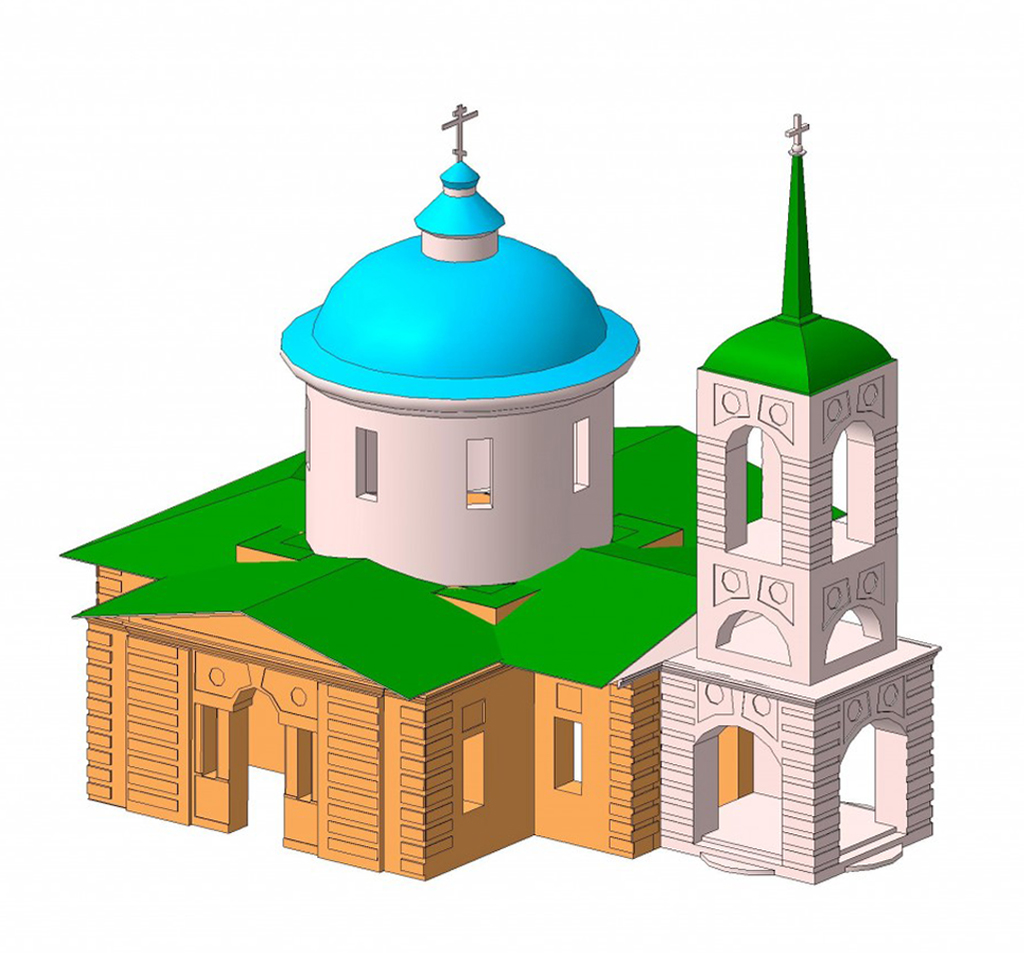
Церковь Введения во Храм Пресвятой Богородицы. Макет
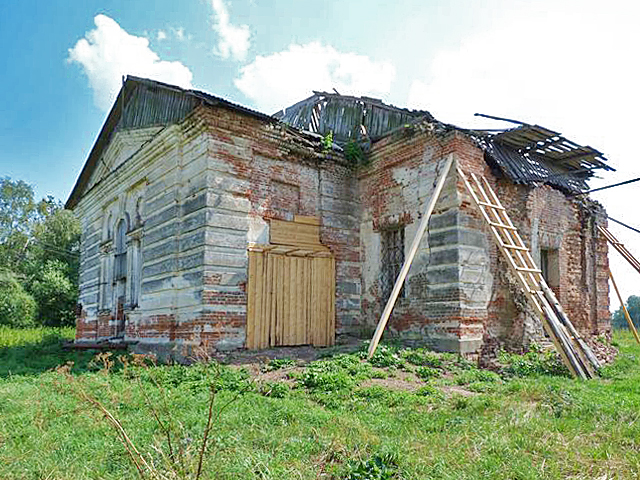
Реставрационные работы, август 2014 года
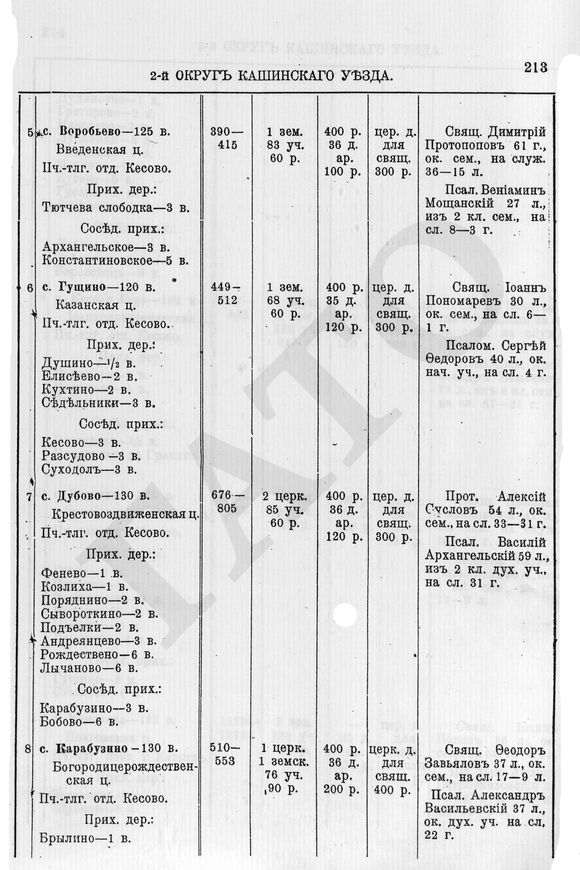
Выдержка из Справочной книги Тверской епархии 1915 года